# سفارت اسپانیا در تهران
سفارت اسپانیا در تهران، سفارت رسمی پادشاهی اسپانیا در ایران است. هم اکنون آنتونیو سانچس بندیتو گاسپار، سفیر کشور اسپانیا در ایران است.
سفارت اسپانیا در دروس بلوار شهرزاد خیابان شادی، كوچه اول شرقی، شماره ۳  تهران واقع شده است.